# Enigmaticolus auzendei
Enigmaticolus auzendei is een slakkensoort uit de familie van de Buccinidae. De wetenschappelijke naam van de soort is voor het eerst geldig gepubliceerd in 2001 door Warén & Bouchet.